# الجمعية الأرمينية الأمريكية
الجمعية الأرمينية الأمريكية هي أكبر منظمة وطنية مقرها واشنطن تعزز التفاهم والوعي العام للقضايا الأرمنية. تهدف المنظمة إلى «تعزيز العلاقات بين الولايات المتحدة وأرمينيا، وتشجيع التطور الديمقراطي في أرمينيا والازدهار الاقتصادي، وتسعى إلى تأكيد عالمي للإبادة الجماعية للأرمن» عن طريق «البحث والتعليم والدعوة».

## التاريخ
في أوائل سبعينيات القرن العشرين، قرر الأرمن الأمريكيون إنشاء منظمة مقرها في العاصمة الأمريكية لتمثيل المصالح الأرمينية وتعزيزها. ومع أعضاء الجالية الأرمنية الأمريكية في جميع أنحاء البلاد، أطلقوا الجمعية الأرمنية في عام 1972. في النهاية، لم يصمد الائتلاف، ولكن في مكانه ولدت منظمة غير حزبية مكرسة لتعزيز التفاهم والوعي العام للقضايا الأرمنية.
ستستمر الجمعية في إطلاق مجموعة واسعة من البرامج والمبادرات وترسيخ نفسها كصوت أرميني داخل دوائر السياسة العامة الأمريكية. كما سوف تُكَوِّن مبادرات رائدة لإحياء ذكرى الإبادة الجماعية للأرمن وإعادة تأكيدها. وفي وقت مبكر من عام 1977، استحدثت الجمعية برنامج تدريب صيفي في واشنطن العاصمة والذي يمكن أن يستوعب أكثر من 900 خريج بعد حوالي 32 عامًا.
ابتداءً من عام 1988 وما بعده، عالجت الجمعية التحديات غير المسبوقة لزلزال أرمينيا، ونضال ناغورنو كاراباخ من أجل تقرير المصير وحركة الاستقلال في أرمينيا.
وبدعم من الإدارة، فوض الكونغرس تمويل الإغاثة من الزلزال لأول مرة إلى أرمينيا السوفيتية آنذاك. أصبحت المساعدة الأمريكية السنوية هي القاعدة، حيث بلغ مجموع السنوات العشر القادمة أكثر من 1.4 مليار دولار. لقد لعبت الجمعية دورًا أساسيًا في تشجيع أصدقائنا في الكونغرس على تشكيل تجمع للكونغرس حول القضايا الأرمنية. حيث صار واحدًا من أكبر المؤتمرات الحزبية، ويعمل إلى جانب الجمعية في دعم المصالح الأرمنية الأمريكية.
تم إنشاء مشروع شجرة أرمينيا في عام 1993 لمساعدة الشعب الأرمني في استخدام الأشجار لتعزيز انتعاشهم الاجتماعي والاقتصادي والبيئي. غُرست حوالي 30 ألف شجرة في وقت لاحق، ولا تزال الأشجار تتفتح في جميع أنحاء أرمينيا وناغورنو كاراباخ.
لقد استمرت الجهود بلا هوادة لضمان إعادة التأكيد الشامل للإبادة الجماعية للأرمن، والتي تعززت بشكل كبير في عام 1997 مع إطلاق المعهد الوطني الأرمني التابع للجمعية. المعهد هو في طليعة الجهود المبذولة لتأكيد الإبادة الجماعية للأرمن، والرد على إنكارها، وتعزيز المعرفة والفهم للإبادة الجماعية وعواقبها.
وبعد ثلاثة عقود من الخدمة غير الحزبية، تظل عائلة مؤسسات الجمعية في طليعة تعزيز العلاقات بين الولايات المتحدة وأرمينيا والولايات المتحدة وكاراباخ.

## مركز تدريب وموارد المنظمات غير الحكومية
في أبريل 1994، أنشأت الجمعية الأرمينية الأمريكية مركز التدريب والموارد التابع للمنظمات غير الحكومية بدعم من صندوق «إنقاذ الطفولة» (الوكالة الأمريكية للتنمية الدولية). يهدف المركز إلى تقوية المنظمات غير الحكومية الأرمنية المحلية على أمل تشجيع المشاركة على نطاق أوسع في العمليات الديمقراطية. يوفر المركز، لأكثر من 300 منظمة غير حكومية محلية مسجلة، الخدمات التالية:
- برنامج تدريبي مدته عشرة أسابيع يركز على قيادة المنظمة وإدارتها؛
- مساعدة تقنية لمساعدة المشاركين على تنفيذ التغيير داخل مؤسستهم؛
- إدارة العلاقات العامة لزيادة الوعي العام بقطاع المنظمات غير الحكومية في أرمينيا وتعزيز أنشطتها ومشاريعها؛
- حلقة دراسية / سلسلة حلقات العمل.

## الإنفاق
وفقًا لـ OpenSecrets.org، خصصت الجمعية الأرمينية الأمريكية المبالغ التالية لأنشطة الضغط التي تقوم بها:
- 2000 - 270,000 دولار
- 2001 - 240,000 دولار
- 2002 - 140,000 دولار
- 2003 - 180,000 دولار
- 2004 - 220,000 دولار
- 2005 - 220,000 دولار
- 2006 - 180,000 دولار
- 2007 - 320,000 دولار

## روابط خارجية
- الموقع الرسمي